# The Surprise Party
The Surprise Party je desátá epizoda druhé série amerického televizního seriálu Smash a v celkovém pořadí dvacátá pátá epizoda seriálu. Napsaly ji Julie Rottenberg a Elisa Zuritsky a režírovala ji S. J. Clarkson. Epizoda se poprvé vysílala ve Spojených státech dne 6. dubna 2013 na televizním kanálu NBC.
Když je ve městě Liza Minnelliová, tak Tom plánuje narozeninové překvapení pro Ivy, aby našel rovnováhu mezi prací a jejich přátelstvím. Vztahy mezi Karen, Jimmym a Derekem vybouchnou právě v okamžiku, když se zkoušky Hit Listu blíží k závěru. Richard požádá Eileen, aby trávila více času s ním a méně prací a Julia se odtáhne od Bombshell prostřednictvím nečekaného zdroje.

## Obsah epizody
Karen Cartwright (Katharine McPhee) a Jimmy Collin (Jeremy Jordan) spolu s celým obsazením nacvičují hudební číslo „Original“ do Hit Listu. Později Karen sdělí Jimmymu, že jí není příjemná jeho žádost, aby drželi svůj vztah v tajnosti, když se líbají tajně v šatně. Po rozhovoru se svou spolubydlící Anou Vargas (Krysta Rodriguez) sdělí Karen Jimmymu, že spolu skončili, pokud se neukáží společně na veřejnosti. Derek Wills (Jack Davenport) se ocitne na jevišti během Kareniny zkoušky, má lehce upito a skončí to tak, že řekne Karen, že má o ní zájem. Karen mu řekne, že chodí s Jimmym a že jí mrzí toto načasování. Během zkoušky je Derek vytočen, že Jimmy a Karen jsou opravdu spolu a vybouchne vzteky během Jimmyho věty v dialogu a málem se s ním i popere. Celá věc skončí zjištěním, že Derek řekl Jimmymu, aby se držel od Karen dál. Karen se naštve na oba dva, řekne jim, aby ji neovládali a odchází. Později se Jimmy ukazuje u Karenina bytu a omlouvá se jí. Žádá ji o ještě jednu šanci a slibuje, že budou na veřejnosti už vystupovat jako pár. Karen souhlasí a jde s ním na skleničku, ale je znepokojena, když v kapse jeho bundy nachází sáček s drogami.
Ivy Lynn (Megan Hilty) je stále nahněvaná na Toma Levitta (Christian Borle) za to, že bez jejího vědomí do muzikálu obsadil její matku a během technických zkoušek muzikálu se s ním často hádá. Tom si stěžuje u Julie Houston (Debra Messing), že režírovat muzikál je těžké, když ho všichni nesnáší. Ivy je pozvána svým nejlepším kamarádem Sam Strickland (Leslie Odom mladší) a obsazením muzikálu do baru na její narozeninovou párty, ale je to utajeno před Tomem. Tom se snaží usmířit s Ivy tím, že zavolá Lize Minnelliové (ztvárňuje sama sebe), aby se setkala s ním a Ivy při večeři. Ivy je ohromena, když Lizu spatří a Tom a Liza ji zazpívají píseň „A Love Letter From the Times", kterou Tom složil speciálně pro Ivy. Eileen Rand (Anjelica Huston), které Tom řekl o Lize, a Agnes (Daphne Rubin-Vega), publicistka Bombshell, pozvou na večeři novináře, aby nafotili snímky Ivy, Toma a Lizy a byla to dobrá reklama pro muzikál. Také se ukáže divadelní kritik Michael Riedel (ztvárňuje sám sebe). Ivy je tímto vyvedena z míry a na Toma se rozzlobí. Tom později najde Ivy na její narozeninové oslavě, protože ji přinesl klíčky, které nechala v taxíku a je smutný, že nebyl na večírek pozván. Oba se nakonec usmíří, ale Ivy mu řekne, že nemohou být dobrými přáteli, když je on jejím režisérem. Nad sestřihem osudů několika postav slyšíme Ivy, která zpívá píseň „Bittersweet Symphony". Ivy pozdě večer zbyla na svém večírku sama, je lehce opilá a přichází Derek, dává jí dárek a přeje ji šťastné narozeniny.
Julia stále pomáhá Scottovi Nicholsovi (Jesse L. Martin) s Hit Listem, zvláště s tím, jak zvětšit prostor pro postavu Divy. Setkávají se s Kylem Bishopem (Andy Mientus),jedním ze skladatelů a Julia mu pomáhá se scénářem. Rozhodnou se, že Diva (kterou hraje Ana) bude mít v muzikálu větší přítomnost, a to zejména ve druhé polovině, která přijde na úkor Karenině postavě. Zatímco Kyle pracuje na muzikálu, Julia a Scott se baví ohledně dávných dnů a Scott ji řekne, že pro ní měl slabost, ale ona byla vdaná a tak nic neudělal. Později všichni tři říkají svůj nápad ohledně Divy Derekovi, který je stále vytočený z hádky s Karen a Jimmym; nápad se mu líbí a nezdá se dotčený, že se Karenina role zmenší. Scott požádá Juliu, aby dále pokračovala jako konzultantka pro Hit List. Ona s tím souhlasí a řekne mu, že jestli o ní bude mít ještě zájem, nemusí ohledně toho být zticha.
Richard Francis (Jamey Sheridan) a Eileen jdou spolu na večeři (na to samé místo, kde se Tom a Ivy setkávají s Lizou) a Richard se zdá trochu vytočený, když se dozví, že na místě jsou paparazzi a Eileen musí pořád myslet jen na svou práci. Později ji řekne, že v minulém manželství jeho bývalá žena nepracovala a on si na to zvykl, takže Eileen jakožto pracující žena je pro něj něco nového, na co si ještě musí zvykat. Eileen mu řekne, že se ještě nevzpamatovala z předchozího vztahu a oba se dohodnou, že vezmou věci pomalu.

## Ohlas u kritiků
Sara Brady ze serveru Television Without Pity ohodnotila epizodu známkou 3 (C).